# بوسه (فیلم ۱۹۲۹)
بوسه (انگلیسی: The Kiss) یک فیلم درام آمریکایی محصول سال ۱۹۲۹ با صدای هم‌گام‌سازی‌شده است که به کارگردانی ژاک فیدر و با بازی گرتا گاربو، کونراد ناگل و لو آیرز (در نخستین نقش سینمایی بلندش) ساخته شده‌است. این فیلم گفت‌وگوی شنیداری ندارد، اما دارای موسیقی متن هماهنگ‌شده و جلوه‌های صوتی است. صدا با فرایند صدابرداری بر روی فیلم سامانه صدای وسترن الکتریک ضبط شد. نسخه‌هایی از صدا نیز به‌صورت دیسک برای سینماهایی که به سامانه صدای روی دیسک مجهز بودند، آماده شد.
این فیلم که اقتباسی است از داستان کوتاهی نوشتهٔ «جورج ام. سوییل» با نام بوسه، عنوانش را از فیلم کوتاه ۱۸۹۶ گرفته که با نمایش نخستین بوسهٔ سینمایی در تاریخ، موجب «شوک» عمومی در ایالات متحده شد. این نسخهٔ ۱۹۲۹ به‌عنوان آخرین فیلم مهم مترو گلدوین مایر (ام‌جی‌ام) بدون دیالوگ و واپسین اجرای بی‌کلام هر دو بازیگر، گرتا گاربو و کونراد ناگل، شناخته می‌شود.

## داستان
داستان در موزه هنرهای زیبای لیون در فرانسه آغاز می‌شود. دو دلداده – ایرن گاری (گرتا گاربو) و آندره دوبای (کونراد ناگل) – وانمود می‌کنند که مشغول تماشای آثار هنری هستند، درحالی‌که دربارهٔ رابطهٔ پنهانی‌شان گفت‌وگو می‌کنند. ایرن زن جوانی است که با چارلز گاری (آندرس راندولف)، مردی ثروتمند، بسیار مسن‌تر و در آستانهٔ ورشکستگی، ازدواج کرده و از این زندگی ناراضی است. آندره وکیل موفقی است، مجرد و هم‌سن‌وسال ایرن، که می‌خواهد با چارلز روبه‌رو شود و عشقش را به ایرن ابراز کند. ایرن گرچه گرفتار این ازدواج بی‌عشق است، از خشم و رفتار خشونت‌آمیز همسرش می‌ترسد. او به آندره می‌گوید: «او به‌شدت حسود است» و تأکید می‌کند که وضعیتش «در بند سنت‌ها... با مردی که دوستش ندارم» گیر افتاده است. پس از بوسه‌ای میان ایرن و آندره، او موزه را ترک می‌کند و تصمیم می‌گیرد دیگر هرگز عشق واقعی‌اش را نبیند.
در خانه، چارلز که به ایرن شک دارد، از گزارش‌های یک کارآگاه خصوصی که او را زیر نظر دارد، استفاده می‌کند. کارآگاه تنها گزارش می‌دهد که ایرن به نمایشگاه سگ رفته و با پیر لاسال (لو آیرز)، پسر هجده‌سالهٔ یکی از شرکای تجاری چارلز، برخوردی بی‌ضرر داشته است. بعدتر، ایرن و چارلز در یک مهمانی شام مجلل شرکت می‌کنند. ایرن با دیدن آندره شگفت‌زده می‌شود، که تنها آمده و روبه‌روی چارلز نشسته است. پیر هم در مهمانی حضور دارد و پدرش به ایرن می‌گوید که «پسر کالج‌رو»ی او «کاملاً شیفتهٔ توست». آندره و ایرن در باغی نزدیک، دقایقی با هم خلوت می‌کنند؛ آندره می‌گوید که قصد دارد به پاریس برود و آمده تا برای آخرین‌بار او را ببیند. آن‌ها بار دیگر عشق خود را ابراز کرده، یکدیگر را می‌بوسند و با تصمیمی مشترک مبنی بر پایان رابطه، از هم جدا می‌شوند. ایرن سپس به مهمانی بازمی‌گردد و با پیر دلدادهٔ جوان می‌رقصد.
روز بعد، پس از بازی تنیس در ملک خانوادهٔ لاسال، پیر به ایرن ابراز عشق می‌کند، در حالی‌که چارلز با پدر پیر دربارهٔ وضعیت نابسامان مالی‌اش گفت‌وگو می‌کند. ایرن که از سخنان پیر متأثر شده، احساسات او را جدی نمی‌گیرد و او را «فقط پسری جوان» خطاب می‌کند. با این حال، موافقت می‌کند عکسی از خود به او بدهد تا با خود به کالج ببرد. شب بعد، پیر به خانهٔ ایرن می‌آید تا عکس را بگیرد و هنگام خداحافظی، تقاضای بوسه‌ای کوچک می‌کند. ایرن مکثی می‌کند، اما بوسه‌ای کوتاه به او می‌دهد. پیر که برانگیخته شده، او را می‌گیرد و خواهان بوسه‌ای پرشورتر می‌شود. در همین لحظه، چارلز وارد خانه می‌شود، آن‌ها را می‌بیند و خشمگین به اتاق هجوم می‌آورد و پیر را به‌شدت کتک می‌زند. ایرن تلاش می‌کند جلوی او را بگیرد، اما چارلز بی‌وقفه به حمله ادامه می‌دهد. در اتاق بسته می‌شود؛ صدای شلیک گلوله شنیده می‌شود. چارلز کشته شده‌است.
ایرن برای نجات پیر، شوهرش را کشته، اما پیش از رسیدن پلیس، صحنهٔ جنایت و زمان آن را تغییر می‌دهد. برای حفظ آبرو و امنیت پیر و خود، به پلیس می‌گوید که شوهر افسرده‌اش به‌دلیل بحران مالی دست به خودکشی زده است. پلیس به داستان ایرن شک می‌کند و او را به قتل متهم می‌کند. این موضوع باعث بازگشت آندره به لیون برای دفاع از معشوق پیشینش می‌شود. در دادگاه، ایرن پیوسته تأکید می‌کند که شوهرش خود را کشته است. شهادت پدر پیر دربارهٔ ورشکستگی قریب‌الوقوع چارلز و «یأس مطلق» او، همراه با دفاعیهٔ پرشور آندره، هیئت منصفه را متقاعد می‌کند که ایرن بی‌گناه است.
پس از اعلام حکم، پیر با حالتی پیروزمندانه به ایرن می‌گوید که عشقش به او باعث قتل چارلز شده، اما زود درمی‌یابد که آندره عشق واقعی ایرن است. ایرن که از دروغ‌گفتن به آندره دچار عذاب وجدان شده، حقیقت را به او می‌گوید. آندره شوکه می‌شود و در سکوت، سرش را در دست می‌گیرد. ایرن که می‌پندارد رابطه‌اش با آندره نابود شده، زمانی آسوده می‌شود که آندره دوباره برخاسته و عشقش را به او ابراز می‌کند. فیلم با بوسهٔ این دو پایان می‌یابد، هم‌زمان با ورود سه زن نظافتچی سالخورده که اعلام می‌کنند: «آمده‌ایم دادگاه را تمیز کنیم».

## بازیگران
- گرتا گاربو در نقش ایرن گاری
- کونراد ناگل در نقش آندره دوبای
- هلمز هربرت در نقش لاسال
- آندرس راندولف در نقش چارلز گاری
- لو آیرز در نقش پیر لاسال
- جورج دیویس در نقش دوران، کارآگاه خصوصی
- آندره شرون در نقش دادستان (بدون نام در تیتراژ)

## موسیقی
تم اصلی فیلم با عنوان «رومئو و ژولیت (تم عشق)» از ساخته‌های پیوتر ایلیچ چایکوفسکی بود. همچنین، بارها از تم مرگٍ عشق (Liebestod) از اپرای «تریستان و ایزولده» اثر ریچارد واگنر در صحنه‌های احساسی استفاده شد.

## یادداشت‌های تولید

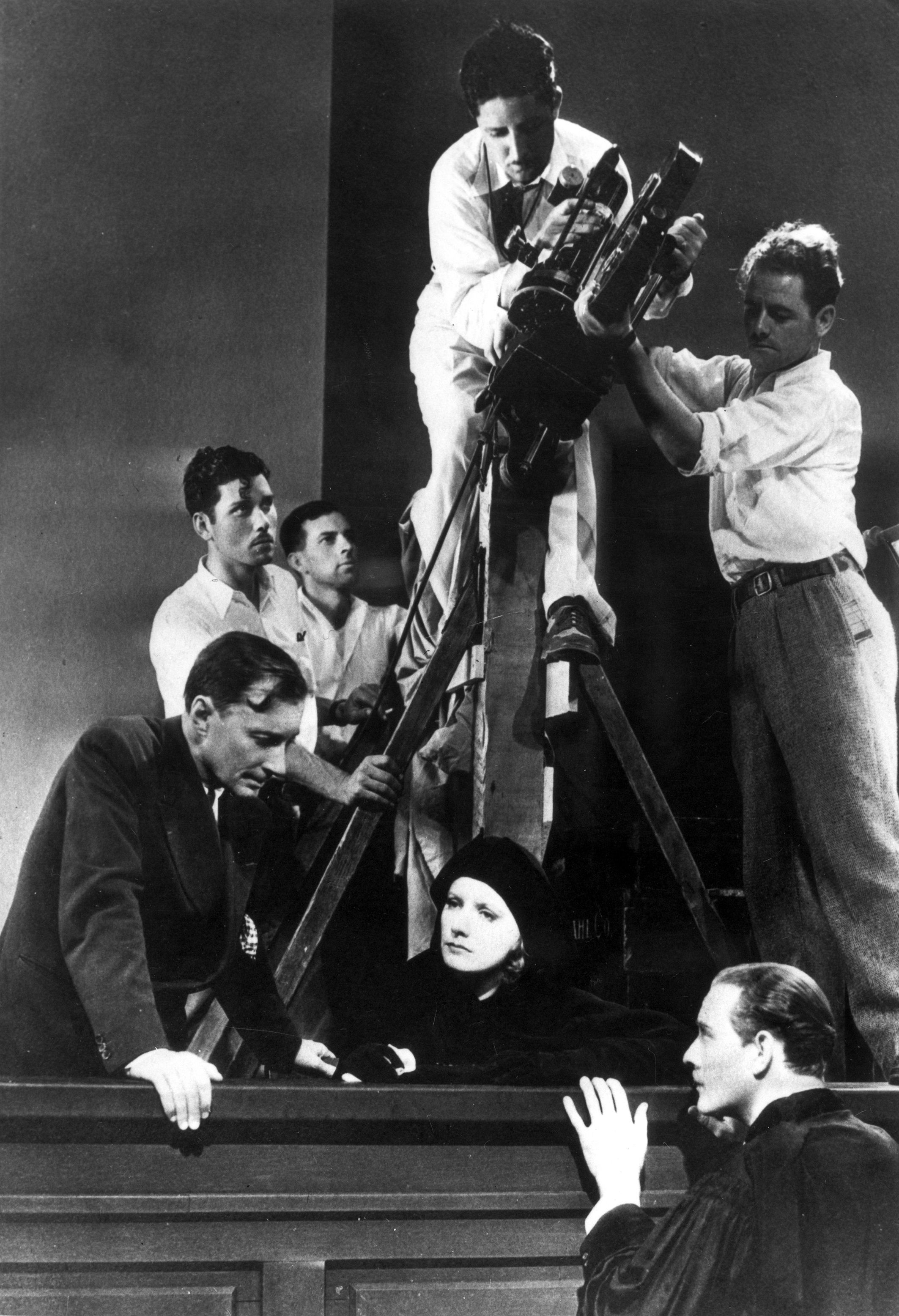
گرتا گاربو و ژاک فِیدر هنگام فیلم‌برداری The Kiss